# Margny-aux-Cerises
Margny-aux-Cerises és un municipi francès, situat al departament de l'Oise i a la regió dels Alts de França. L'any 2007 tenia 240 habitants.

## Demografia

### Població
El 2007 la població de fet de Margny-aux-Cerises era de 240 persones. Hi havia 89 famílies de les quals 17 eren unipersonals (13 homes vivint sols i 4 dones vivint soles), 30 parelles sense fills, 34 parelles amb fills i 8 famílies monoparentals amb fills.
La població ha evolucionat segons el següent gràfic:
Habitants censats

### Habitatges
El 2007 hi havia 99 habitatges, 89 eren l'habitatge principal de la família, 6 eren segones residències i 4 estaven desocupats. 95 eren cases i 4 eren apartaments. Dels 89 habitatges principals, 76 estaven ocupats pels seus propietaris, 11 estaven llogats i ocupats pels llogaters i 2 estaven cedits a títol gratuït; 2 tenien dues cambres, 13 en tenien tres, 30 en tenien quatre i 44 en tenien cinc o més. 77 habitatges disposaven pel capbaix d'una plaça de pàrquing. A 38 habitatges hi havia un automòbil i a 43 n'hi havia dos o més.

### Piràmide de població
La piràmide de població per edats i sexe el 2009 era:
| Homes | Edats   | Dones |
| ----- | ------- | ----- |
| 0     | 95 o +  | 4     |
| 0     | 90 a 94 | 0     |
| 0     | 85 a 89 | 0     |
| 0     | 80 a 84 | 0     |
| 4     | 75 a 79 | 4     |
| 0     | 70 a 74 | 0     |
| 12    | 65 a 69 | 4     |
| 8     | 60 a 64 | 12    |
| 8     | 55 a 59 | 8     |
| 4     | 50 a 54 | 4     |
| 8     | 45 a 49 | 8     |
| 12    | 40 a 44 | 4     |
| 12    | 35 a 39 | 4     |
| 4     | 30 a 34 | 16    |
| 0     | 25 a 29 | 4     |
| 0     | 20 a 24 | 0     |
| 12    | 15 a 19 | 12    |
| 0     | 10 a 14 | 4     |
| 0     | 5 a 9   | 12    |
| 8     | 0 a 4   | 8     |

## Economia
El 2007 la població en edat de treballar era de 156 persones, 114 eren actives i 42 eren inactives. De les 114 persones actives 94 estaven ocupades (59 homes i 35 dones) i 21 estaven aturades (11 homes i 10 dones). De les 42 persones inactives 11 estaven jubilades, 13 estaven estudiant i 18 estaven classificades com a «altres inactius».

### Ingressos
El 2009 a Margny-aux-Cerises hi havia 95 unitats fiscals que integraven 251 persones, la mediana anual d'ingressos fiscals per persona era de 18.360 €.

### Activitats econòmiques
Dels 4 establiments que hi havia el 2007, 1 era d'una empresa de construcció, 2 d'empreses de comerç i reparació d'automòbils i 1 d'una entitat de l'administració pública.
L'únic servei als particulars que hi havia el 2009 era una empresa de construcció.
L'any 2000 a Margny-aux-Cerises hi havia 3 explotacions agrícoles.

## Equipaments sanitaris i escolars
El 2009 hi havia una escola elemental integrada dins d'un grup escolar amb les comunes properes formant una escola dispersa.

## Poblacions més properes
El següent diagrama mostra les poblacions més properes.